# Diocese de Jalandhar
A Diocese de Jalandhar (Latim:Dioecesis Iullundurensis) é uma diocese localizada no município de Jalandhar, no estado de Panjabe, pertencente a Arquidiocese de Deli na Índia. Foi fundada em 17 de janeiro de 1952 pelo Papa Pio XII como Prefeitura Apostólica de Jalandhar, sendo elevada a diocese em 1971. Com uma população católica de 109.391 habitantes, sendo 0,4% da população total, possui 133 paróquias com dados de 2020.

## História
Em 17 de janeiro de 1952 o Papa Pio XII cria a Prefeitura Apostólica de Jalandhar através do território da Diocese de Lahore no Paquistão. Em 1971 a prefeitura apostólica é elevada a Diocese Jalandhar.

## Lista de bispos
A seguir uma lista de bispos desde a criação da prefeitura apostólica em 1952, em 1971 é elevada a diocese.
|                          | Nome                                    | Período     | Notas                             |
| Bispos                   | Bispos                                  | Bispos      | Bispos                            |
| ------------------------ | --------------------------------------- | ----------- | --------------------------------- |
| 4º                       | Jose Sebastian Thekkumcherikunnel       | 2025-       | Atual                             |
| 3º                       | Franco Mulakkal                         | 2013 - 2023 | Bispo emérito                     |
| 2º                       | Anil Joseph Thomas Couto                | 2007 - 2012 | Nomeado arcebispo de Deli         |
| 1º                       | Symphorian Thomas Keeprath, O.F.M. Cap. | 1971 - 2007 |                                   |
| Prefeito apostólico      |                                         |             |                                   |
| 1º                       | Alban de Blackburn, O.F.M. Cap.         | 1952 - 1971 | Faleceu no cargo                  |
| Administrador apostólico |                                         |             |                                   |
| 1º                       | Agnelo Rufino Gracias                   | 2018 - 2025 | Bispo auxiliar emérito de Bombaim |